# 한국지하수토양환경학회
한국지하수토양환경학회는 지하수와 토양 환경의 보전과 사회공익 기여를 목적으로 2000년 5월 26일 설립된 대한민국 환경부 소관의 사단법인이다. 지하수토양오염 예방 및 정화복원에 관한 사업을 수행한다. 소재지는 서울특별시 강남구 선릉로86길 31(골드로즈2차 212호)에 위치하고 있다.

## 주요사업[2]
- 지하수·토양 자원의 개발이용 및 보전관리
- 지하수·토양오염 예방 및 정화·복원 관련 기술의 개발과 보급
- 친생태적 지하수·토양 환경 창조
- 지하수·토양 환경보전을 위한 정책개발 및 제안, 홍보 및 기술교육
- 국내외 관련학회, 업체, 국제기구와의 교류 및 협력, 정보의 교환
- 지하수·토양 환경에 관한 학술활동, 출판 홍보 및 캠페인
- 국가 또는 기타로부터 위탁받은 지하수·토양 환경관련 사업수행
- 기타 학회의 설립 목적을 달성하기 위하여 필요한 사업

## 조직구성
한국지하수토양환경학회는 임원진, 고문단 그리고 9개 위원회 및 7개 지부로 구성되어있다.

### 위원회
- 국제협력위원회
- 기획발전위원회
- 사업홍보위원회
- 산업제도발전위원회
- 신진연구자위원회
- 연구교육위원회
- 연구출판윤리위원회
- 편집위원회
- 학술위원회

### 지부
- 강원지부
- 광주·전남지부
- 대구·경북지부
- 대전·충남지부
- 부산·경남지부
- 전주·전북지부
- 제주지부

## 발간물
- 지하수토양환경(Journal of Soil and Groundwater Environment)

한국지하수토양학회에서 발행하는 학술지이다. 연간 6회 격월로 발간된다. 한국연구재단(KCI) 등재지(연번 1514). e-ISSN 2287-8831